# Hūdaraj
Hūdaraj (persiska: هودَرَج, هُّدَرَج, هودرج) är en ort i Iran.   Den ligger i provinsen Hamadan, i den nordvästra delen av landet, 300 km väster om huvudstaden Teheran. Hūdaraj ligger 1 732 meter över havet och antalet invånare är 646.
Terrängen runt Hūdaraj är kuperad åt sydost, men åt nordväst är den platt.Runt Hūdaraj är det ganska tätbefolkat, med 86 invånare per kvadratkilometer. Närmaste större samhälle är Asadābād, 6,7 km nordväst om Hūdaraj. Trakten runt Hūdaraj består i huvudsak av gräsmarker.